# Edward Daly
Edward "Ned" Daly (28 de febrer, 1891 – 4 de maig, 1916) fou comandant del primer Batalló de Dublín durant l'Aixecament de Pasqua de 1916. Era l'home més jove amb grau militar i un dels més joves executats pels fets.
Va néixer a Limerick i era el germà petit de Kathleen Clarke, esposa de Thomas J. Clarke, i membre actiu de la Germandat Republicana Irlandesa. El seu oncle fou John Daly, un prominent fenià que va prendre part en la rebel·lió irlandesa de 1867.
El batalló de Daly, estacionat a Four Courts i a les àrees al nord i est del centre de Dublín, va patir la lluita més intensa de la revolta. Va rendir el seu batalló el 29 d'abril de 1916. En el judici va al·legar que només complia ordes, però fou condemnat a mort i afusellat el 4 de maig de 1916, a l'edat de 25 anys.
Els homes del seu batalló afirmaren que era un bon comandant. Aquesta opinió també era compartida per un oficial britànic capturat pel batalló de Daly.